# Шербутаев, Муса
Муса Шербутаев — советский хозяйственный, государственный и политический деятель.

## Биография
Родился в 1929 году в Узбекской ССР. Член КПСС с 1958 года.
С 1943 года — на хозяйственной, общественной и политической работе. В 1943—1985 гг. — табельщик, бригадир колхоза, военнослужащий Советской Армии, бригадир, заместитель председателя, председатель колхоза «Коммунизм» Кувинского района Ферганской области, первый секретарь Кувинского райкома Компартии Узбекистана.
Избирался депутатом Верховного Совета СССР 7-го и 10-го созывов. Делегат XXIV съезда КПСС.
Умер после 1990 года.